# Java Architecture for XML Binding
Java Architecture for XML Binding (JAXB) позволяет Java разработчикам ставить в соответствие Java классы и XML представления. JAXB предоставляет две основные возможности: маршаллирование Java объектов в XML и наоборот, то есть демаршализация из XML обратно в Java объект. Другими словами, JAXB позволяет хранить и извлекать данные в памяти в любом XML-формате, без необходимости выполнения определённого набора процедур загрузки и сохранения XML. Он похож на xsd.exe и XmlSerializer в .NET Framework.
JAXB особенно полезен, когда спецификация является сложной и меняющейся. В этом случае, постоянные изменения схемы XML определений для синхронизации их с определениями Java могут занять много времени и быть подвержены ошибкам.
JAXB является частью Java SE платформы и является одной из API в Java EE платформе, и является частью Java Web Services Development Pack (JWSDP). Он также является базисом для WSIT. JAXB является частью SE версии 1.6.
JAXB 1.0 был разработан в рамках Java Community Process как JSR 31. Как и в 2006, JAXB 2.0 разрабатывается в рамках JSR 222. Эталонная реализация для этих спецификаций доступна как CDDL open source license на java.net.

## Использование
Инструмент «xjc» может использоваться для конвертации XML схемы и схем других файловых типов (как в Java 1.6, RELAX NG, XML DTD, и WSDL поддерживаются экспериментально) в классовые представления. Классы помечаются при помощи аннотаций из пространства имен javax.xml.bind.annotation.*, например, @XmlRootElement и @XmlElement. Последовательности XML-списков представлены атрибутами типа java.util.List. Сериализаторы и десериализаторы создаются через экземпляр JAXBContext
Кроме того, JAXB включает в себя инструмент «schemagen», который может по существу выполнять обратное к «xjc», создавая XML-схему из набора аннотированных классов.

## Связывание типов данных по умолчанию
В таблице ниже перечислены отображения типов данных XML схемы (XSD) и типов данных Java в JAXB.
| XML Schema Type                               | Java Data Type                          |
| --------------------------------------------- | --------------------------------------- |
| xsd: string                                   | java.lang.String                        |
| xsd: integer                                  | java.math.BigInteger                    |
| xsd: positiveInteger                          | java.math.BigInteger                    |
| xsd: int                                      | int                                     |
| xsd: long                                     | long                                    |
| xsd: short                                    | short                                   |
| xsd: decimal                                  | java.math.BigDecimal                    |
| xsd: float                                    | float                                   |
| xsd: double                                   | double                                  |
| xsd: boolean                                  | boolean                                 |
| xsd: byte                                     | byte                                    |
| xsd:QName                                     | javax.xml.namespace.QName               |
| xsd: dateTime                                 | javax.xml.datatype.XMLGregorianCalendar |
| xsd: base64Binary                             | byte[]                                  |
| xsd: hexBinary                                | byte[]                                  |
| xsd: unsignedInt                              | long                                    |
| xsd: unsignedShort                            | int                                     |
| xsd: unsignedByte                             | short                                   |
| xsd: unsignedLong                             | java.math.BigDecimal                    |
| xsd: time                                     | javax.xml.datatype.XMLGregorianCalendar |
| xsd: date                                     | javax.xml.datatype.XMLGregorianCalendar |
| xsd: g                                        | javax.xml.datatype.XMLGregorianCalendar |
| xsd: anySimpleType (для элементов этого типа) | java.lang.Object                        |
| xsd: anySimpleType (для атрибутов этого типа) | java.lang.String                        |
| xsd: duration                                 | javax.xml.datatype.Duration             |
| xsd:NOTATION                                  | javax.xml.namespace.QName               |

## Версии
- Java SE 7: JAXB 2.2.3 (JSR 222, maintenance release 2)[5]
- Java SE 6: JAXB 2.0 (JSR 222)[6]

## Также смотрите
- XML data binding
- JiBX — one of the fastest XML data binders[7][8]
- XMLBeans — a similar and complementary technology to JAXB from Apache Software Foundation
- TopLink — an object to relational and object to XML mapper from Oracle that supports JAXB 1.0
- EclipseLink MOXy — open source implementation of JAXB and object XML mapping services under the Eclipse Foundation
- Liquid XML Studio — Commercial tool for XML data binding code generation

### Статьи
- Создание XML-документа из объектной модели с JAXB 2
- JAXB 2.0
- XML and Java technologies: Data binding, Part 2: Performance